# خبرچین (فیلم آمریکایی ۲۰۱۳)
خبرچین (انگلیسی: Snitch) یک فیلم اکشن به کارگردانی ریک رومن وا، با بازی دواین جانسون است که در سال ۲۰۱۳ پخش شد.

## داستان
پدری بعد از اینکه برای پسرش در یک معامله مواد مخدر پاپوش دوخته شده و به زندان می‌افتد، برای آزاد کردن وی قبول می‌کند تا به عنوان یک مأمور مخفی با نیروی مبارزه با مواد مخدر همکاری کند.

## بازیگران
- دواین جانسون
- بری پپر
- جان برنثال
- مایکل کی ویلیامز
- ملینا کاناکاریدیز
- نیدین ولاسکز
- رافی گراورن
- دیوید هاربر
- بنجامین برت
- سوزان ساراندون
- هارولد پرینوا
- لی‌لا لورن